# مونيكا فورسبرغ
مونيكا فورسبرغ (بالسويدية: Monica Forsberg)‏ هي مغنية وملحنة وكاتِبة وممثلة سويدية، ولدت في 14 سبتمبر 1950 في كارلسكوغا في السويد.

## وصلات خارجية
- مونيكا فورسبرغ على موقع IMDb (الإنجليزية)
- مونيكا فورسبرغ على موقع روتن توميتوز (الإنجليزية)
- مونيكا فورسبرغ على موقع ميوزك برينز (الإنجليزية)
- مونيكا فورسبرغ على موقع قاعدة بيانات الأفلام السويدية (السويدية)
- مونيكا فورسبرغ على موقع أول ميوزيك (الإنجليزية)
- مونيكا فورسبرغ على موقع ديسكوغز (الإنجليزية)